# Казна (ТВ серија)
Казна (тур. Kördüğüm) је турска телевизијска серија, снимана 2016. године.
У Србији се од 16. септембра 2019. до 31. јануара 2020. године емитовала на Хепи ТВ, титлована на српски језик.

## Радња
Али Неџад је богат бизнисмен који, након саобраћајне несреће у ком је погинуо његов сестрић, није заинтересован да се заљуби и оснује породицу. Са друге стране, Наз и Умут су у браку више од деценије. Она је млади педијатар, а он амбициозни аутомеханичар. Заволели су се и били приморани да се венчају када је Наз затруднела. 
Нажалост, дете се родило мртво и Наз је донела чврсту одлуку да више никада не остане трудна. На почетку брака је подржавала Умута у својим плановима и намерама, но временом је схватила да његова амбиција узима маха. Уласком Али Неџада у њихов живот, њихов брак почиње да се руши...

## Сезоне
| Сезона | Сезона | Број епизода (н) / (и)       | Приказивање у Турској                     | Приказивање у Србији                        |
| ------ | ------ | ---------------------------- | ----------------------------------------- | ------------------------------------------- |
|        | 1      | 26 / 82 (1 — 26) / (1 — 82)  | 7. јануар 2016 — 30. јун 2016. ()         | 16. септембар 2019 — 9. јануар 2020. (Хепи) |
|        | 2      | 5 / 17 (27 — 31) / (83 — 98) | 22. септембар 2016 — 20. октобар 2016. () | 10. јануар 2020 — 31. јануар 2020. (Хепи)   |

## Улоге
| Глумац              | Улога            | Епизода |
| ------------------- | ---------------- | ------- |
| Белчим Билгин       | Наз Сојлу Озер   | 1-      |
| Ибрахим Челикол     | Али Неџад Карасу | 1-      |
| Алиџан Јуџесој      | Умут Озер        | 1-      |
| Рожда Демирер       | Неслихан         | 1-      |
| Наз Елмас           | Дидем Јилмаз     | 1-      |
| Мурат Далтабан      | Огуз             | 1-      |
| Ајда Аксел          | Ајшен Ишлејен    | 1-      |
| Еге Ајдан           | Ајхан            | 1-      |
| Тулај Гунал         | Фејза Карасу     | 1-      |
| Тугрул Четинер      | Тарик Карасу     | 1-      |
| Ферит Актуг         | Генџо Алаџра     | 1-      |
| Гозде Џигаџи        | Гокче Озер       | 1-      |
| Тунџер Салман       | Ибрахим          | 1-      |
| Сабрије Кара        | Џахиде           | 1-      |
| Сердар Јегин        | Мерт             | 1-      |
| Али Тутал           | Хасан Јилмаз     | 1-      |
| Нурџан Ерен         | Гулумсер         | 1-      |
| Џенк Кангоз         | Кенан            | 1-      |
| Месут Џан Томај     | Исмаил           | 1-      |
| Ајшегул Чајли       | Лејла            | 1-      |
| Ерол Ајдин          | Мушфик           | 1-      |
| Јелда Алп           | Ајшегул          | 1-      |
| Нурај Еркол         | Хаџер            | 1-      |
| Ајбарс Картал Озсон | Кан Карасу       | 1-      |